# Autodifesa

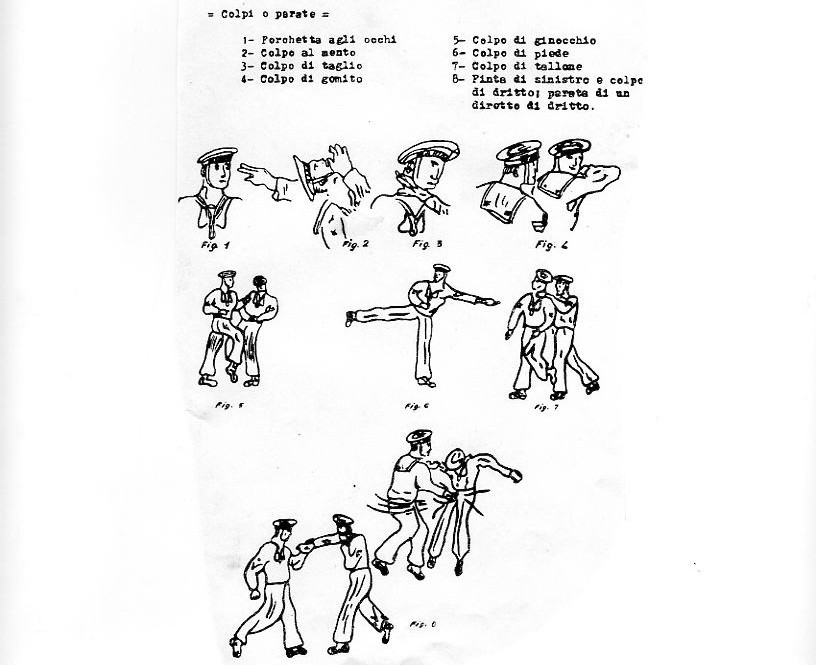
Tecniche di autodifesa descritte da un manuale della marina militare italiana.

Con autodifesa (o difesa personale) si indicano l'insieme delle misure che una persona può adottare per difendersi dai pericoli e dalle minacce alla propria integrità fisica e/o psichica.
Essa può consistere anche nel saper gestire o evitare una disputa (non necessariamente sfociante in aggressione di tipo fisico o verbale) tra individui prima che essi, per svariati motivi, possano giungere a uno scontro. Generalmente, dal punto di vista giuridico, gli ordinamenti moderni prevedono una scriminante collegata all'esercizio della difesa personale - ossia la legittima difesa - ma solo a precise condizioni e presupposti.

## Generalità

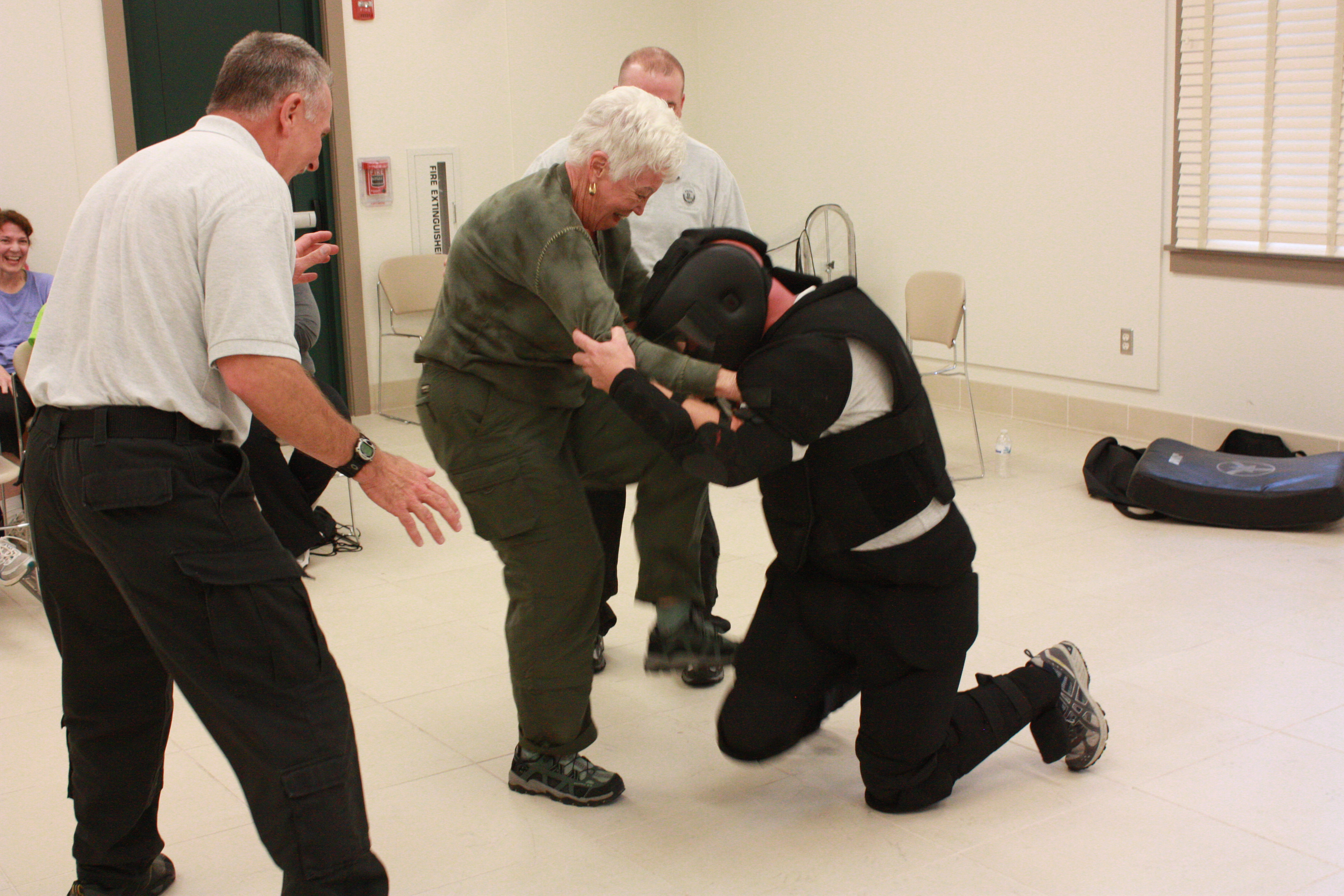
Esercitazione pratica di autodifesa durante una lezione per persone anziane in Virginia (USA)

La difesa personale comprende tecnica, strategia e tattica combinabili tra di loro per la difesa contro aggressioni e/o attacchi, a livello fisico, psicologico e verbale. In tema di autodifesa un concetto molto importante è quello della prevenzione che serve ad evitare inutili situazioni di rischio per la persona. La difesa personale può quindi essere vista come una cultura di prevenzione adatta a tutti. Lo studio della difesa personale ha anche lo scopo di aumentare la fiducia in sé stessi e di far conoscere i vari tipi di pericolo.
L'attività si basa su due concetti essenziali:
- essere preparati;
- agire solo per difesa e mai per offesa (nel rispetto delle norme vigenti).

Dal punto di vista fisico, nella difesa personale a differenza che negli sport da combattimento/arti marziali agonistiche:
- non esistono tecniche proibite;
- la durata: mentre l'allenamento sportivo prepara l'atleta ad affrontare incontri molto lunghi l'autodifesa prepara ad affrontare scontri che magari possono durare pochi secondi.

## Strumenti e mezzi di difesa personale

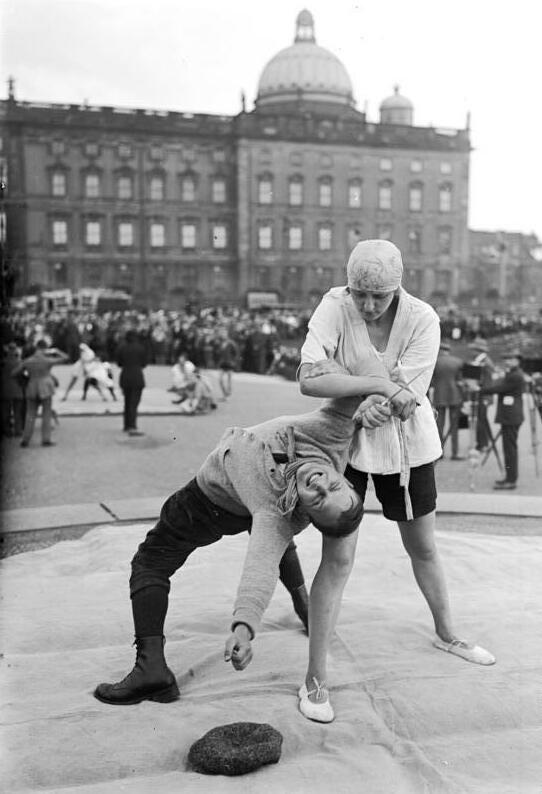
Dimostrazione di una difesa Jujutsu contro un attacco col coltello in Germania (1923).

Le attività e gli strumenti rivolti allo svolgimento della difesa personale sono diversi, e possono essere utilizzati sia contro aggressioni di vario tipo. A titolo di esempio, si possono in particolare annoverare:
- studio approfondito ed utilizzo di un corretto atteggiamento mentale adatto al caso;
- tecniche di difesa verbale e/o psicologica e di controllo della paura.[1]
- studio di arti marziali, arti marziali ibride, arti marziali miste, sport da combattimento o tecniche di combattimento corpo a corpo;
- utilizzo di strumenti dissuasivi (come spray al peperoncino, taser);
- conseguimento di licenza di porto d'armi, per l'acquisto, detenzione e possesso di armi;
- ricorso all'opera di terzi soggetti quali guardia del corpo e/o di guardia di sicurezza privata;

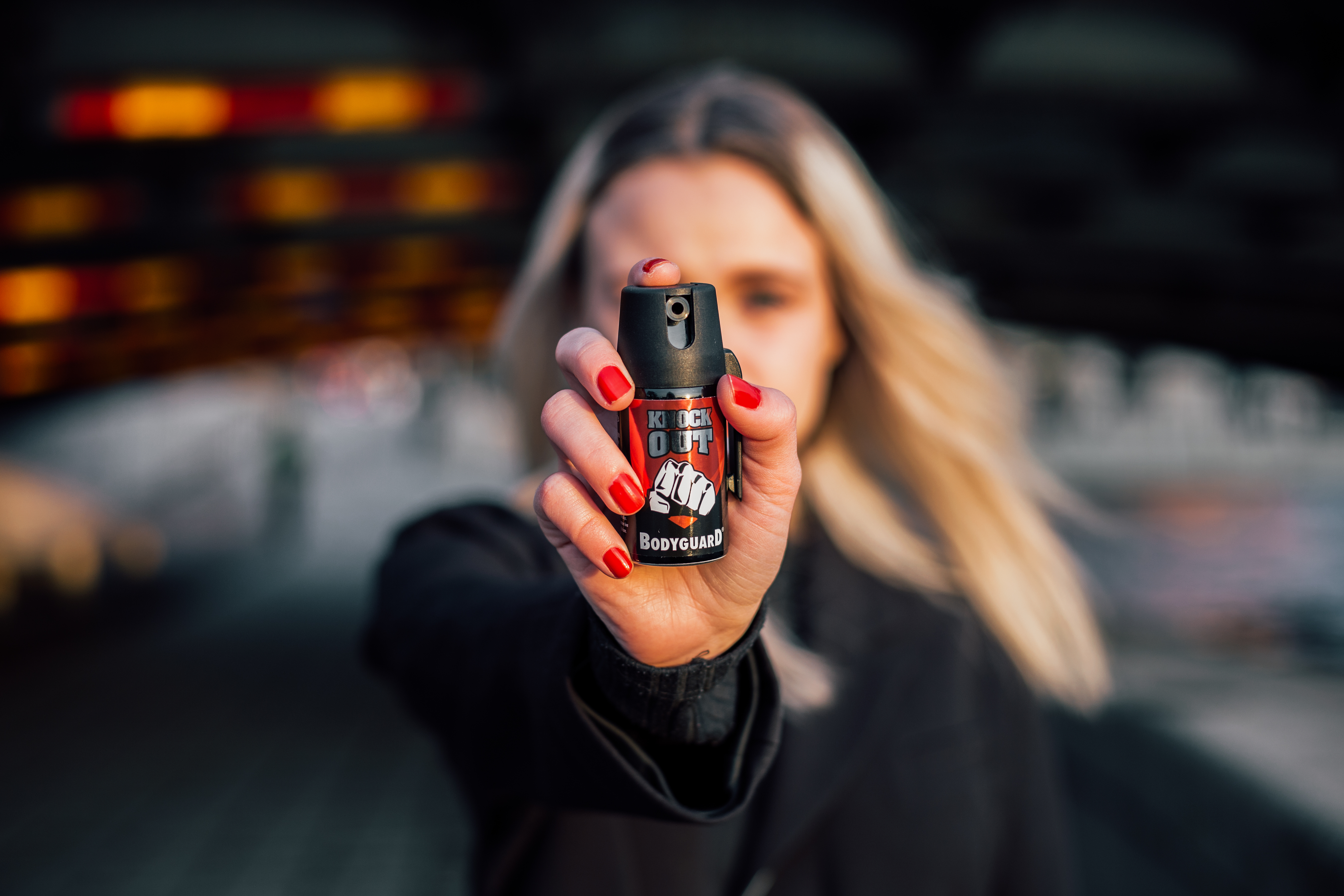
Bomboletta di spray al peperoncino per autodifesa.

Per quanto riguarda lo studio delle arti marziali e degli sport da combattimento, esse sono forme competitive che pongono il problema della possibilità di testarne l'efficacia delle tecniche apprese contro avversari non collaborativi. Per quanto riguarda l'impiego di strumenti dissuasivi ed altri dispositivi, il loro acquisto e utilizzo sono eventualmente e diversamente disciplinati secondo la legislazione nei vari Stati del mondo, così come l'ottenimento di porto di armi e, dal punto di vista legale, la disciplina dell'istituto giuridico della legittima difesa.

## L'autodifesa femminile

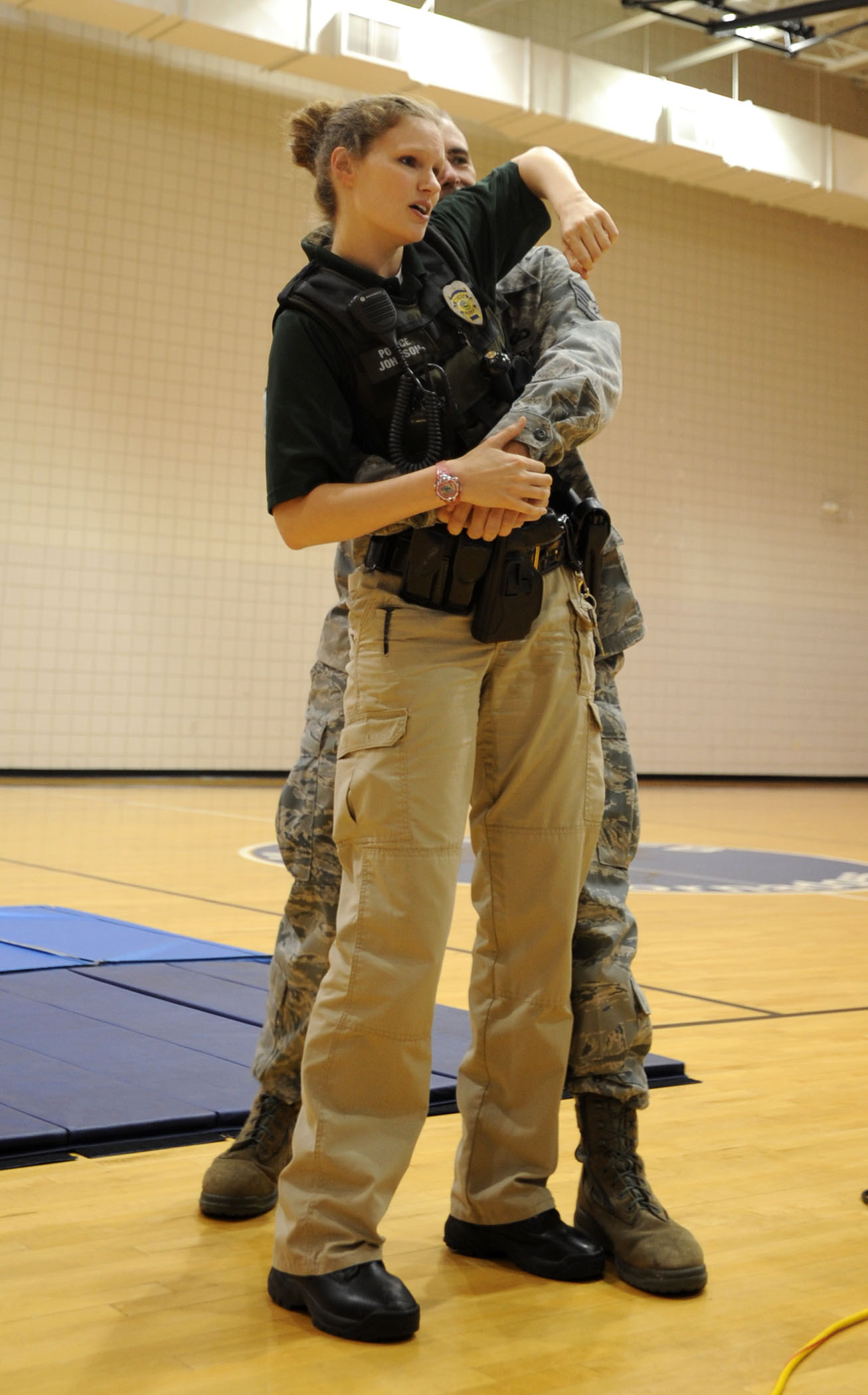
Addestramento a manovre di autodifesa contro aggressione difesa durante un corso per donne negli USA.

Wendy Rouse nel suo saggio Her Own Hero: The Origins of Women's Self-Defense Movement, sostiene che la pratica della formazione per l'autodifesa delle donne iniziò nei primi anni del XX secolo negli Stati Uniti e nel Regno Unito parallelamente alla crescita del movimento per i diritti delle donne e per il suffragio femminile. Queste prime femministe  sensibilizzarono l'opinione pubblica sulle molestie sessuali e la violenza che le donne subiscono per strada, al lavoro e in casa, ponendo in discussione l'idea che gli uomini fossero i "protettori naturali" delle donne, osservando che spesso gli uomini fossero gli autori della violenza contro le donne. Allenandosi nel pugilato e nel jiu-jitsu le donne scoprirono la sensazione di emancipazione fisica e personale. L'interesse per l'autodifesa delle donne crebbe assieme alle nuove ondate del movimento per i diritti delle donne, in particolare con l'ascesa del femminismo della seconda ondata negli anni '60 e '70 e del femminismo della terza ondata negli anni '90. I corsi di Empowerment Self-Defense (ESD), sviluppati all'inizio del secolo XXI si concentrano sull'insegnamento di strategie di autodifesa verbale, psicologica e fisica. Questi corsi esplorano le molteplici cause della violenza di genere, incluse le sue connessioni con il sessismo, il razzismo e il classismo. I loro istruttori motivano le donne all'idea di avere sia il diritto che la capacità di proteggere se stesse A partire dagli anni 1960 sono state sviluppate alcune tecniche specifiche di autodifesa, che vengono insegnate in specifici corsi per donne come il Wen-Do e il Wilding.
Il fenomeno desta tuttavia allarme sociale in molti Stati del mondo; ad esempio negli USA, secondo uno studio del RAINN (Rape, Abuse & Incest National Network), circa l'80% delle vittime minorenni di violenza sono donne e il 90% delle vittime di stupro sono donne adulte; inoltre, le donne aventi età compresa tra 12 e 34 anni sarebbero quelle a maggior rischio di subire aggressioni sessuali.